# かえってきたたまごっちプラス
『かえってきた!たまごっちプラス』とは、2004年3月20日にバンダイから発売された液晶ゲーム。たまごっちプラスシリーズの第1作目である。電源はCR-2032

## 概要
6年ぶりの新作となる、その名の通り、第二期のたまごっちであり、時代背景に併せ、機能をバージョンアップさせ、通信機能に重点を置いた作品となった。この通信機能の充実を図ったことが携帯世代の子どもたちの心を捉え、ふたたび大ブームを起こす要因になった。
詳しい経過はたまごっちを参照のこと。
2004年4月のバンダイの新社屋完成を記念して、「新社屋竣工記念限定版」が関係者に配布された。
本シリーズでは粗悪な模倣品が流通した。2004年6月21日、バンダイは中国広東省深圳市の質量技術監督局へ要請し同市内の模倣品生産工場を摘発、模倣品や模倣品部材など5万点の押収に成功したことを同年7月20日に発表した。